# Správní obvod obce s rozšířenou působností Nové Město nad Metují
Správní obvod obce s rozšířenou působností Nové Město nad Metují je od 1. ledna 2003 jedním ze čtyř správních obvodů rozšířené působnosti obcí v okrese Náchod v Královéhradeckém kraji. Čítá 13 obcí.
Město Nové Město nad Metují je zároveň obcí s pověřeným obecním úřadem, přičemž oba správní obvody jsou územně totožné.

## Seznam obcí
Poznámka: Města jsou vyznačena tučně.
- Bohuslavice
- Černčice
- Jestřebí
- Libchyně
- Mezilesí
- Nahořany
- Nové Město nad Metují
- Provodov-Šonov
- Přibyslav
- Sendraž
- Slavětín nad Metují
- Slavoňov
- Vršovka

## Obyvatelstvo
| Rok  | Obyv.  | ± %    |
| ---- | ------ | ------ |
| 1869 | 10 856 | —      |
| 1880 | 11 351 | +4,6 % |
| 1890 | 11 727 | +3,3 % |
| 1900 | 12 455 | +6,2 % |
| 1910 | 13 162 | +5,7 % |

| Rok  | Obyv.  | ± %     |
| ---- | ------ | ------- |
| 1921 | 12 326 | −6,4 %  |
| 1930 | 12 263 | −0,5 %  |
| 1950 | 10 714 | −12,6 % |
| 1961 | 11 456 | +6,9 %  |
| 1970 | 12 429 | +8,5 %  |

| Rok  | Obyv.  | ± %     |
| ---- | ------ | ------- |
| 1980 | 14 015 | +12,8 % |
| 1991 | 14 344 | +2,3 %  |
| 2001 | 14 256 | −0,6 %  |
| 2011 | 13 990 | −1,9 %  |
| 2021 | 13 479 | −3,7 %  |